# Donna Strickland
Pour les articles homonymes, voir Strickland.
Donna Theo Strickland, née le 27 mai 1959 à Guelph au Canada, est une physicienne canadienne pionnière dans le domaine des lasers. Elle est professeure adjointe au département de physique et d'astronomie de l'Université de Waterloo depuis 1997 et a été promue professeure en 2018.
En 2018, elle est lauréate du prix Nobel de physique avec le Français Gérard Mourou et l'Américain Arthur Ashkin.

## Biographie

### Formation
Donna Strickland est titulaire d'un master en génie physique de l'Université McMaster en 1981 et d'un doctorat avec une spécialisation en optique de l'université de Rochester en 1989. Sa thèse de doctorat porte sur le « Développement d'un laser ultra-lumineux et d'une application à l'ionisation multiphotonique ». Son directeur de thèse est le physicien français installé aux États-Unis Gérard Mourou, avec qui elle va partager le prix Nobel de physique en 2018.

### Recherche et enseignement scientifiques
De 1988 à 1991, Donna Strickland est assistante de recherche au Conseil national de recherches Canada. Elle rejoint ensuite le département laser du laboratoire national de Lawrence Livermore de 1991 à 1992 puis devient technicienne au Centre de technologie avancée pour la photonique et les matériaux optoélectroniques de l'université de Princeton. En 1997, elle est nommée professeure associée à l'Université de Waterloo au département de physique et d'astronomie. Elle y dirige un groupe de recherche sur les lasers ultra-rapides.

### Prix Nobel (2018)
En 2018, elle reçoit le prix Nobel de physique avec Gérard Mourou pour ses travaux sur la technique d'amplification par dérive de fréquence commencés dans le cadre de son doctorat, tous deux partageant la récompense avec Arthur Ashkin. Cette technique amplifie des impulsions laser femtoseconde vers une puissance crête très élevée équivalente au pétawatt. Son principe consiste à diffuser temporairement une impulsion ultra-courte au moyen d'un réseau optique afin de réduire son intensité réelle avant de l'amplifier. L'impulsion est ensuite recompressée pour atteindre des intensités qu'une amplification conventionnelle ne permettrait pas d'atteindre. Les applications se trouvent dans différentes branches de la physique notamment la physique nucléaire et la physique des particules. Adaptée au domaine médical, cette technique contribue à de nouvelles avancées dans la chirurgie réfractive de l'œil et le traitement de la cataracte.
C'est ainsi la troisième femme récompensée par ce prix après Marie Curie en 1903 et Maria Goeppert-Mayer en 1963.

### Biais de genre sur Wikipedia
Lors de sa nomination pour le prix Nobel, Donna Strickland est encore simple Assistant professor et ne dispose pas d'un article dédié sur Wikipédia, toutes langues confondues. Mi-2018, quelques mois avant de recevoir le prix, une proposition d'article sur la Wikipédia anglophone avait été refusée par manque de notoriété de la personne. Cet épisode a été utilisé en illustration des biais de genre dont souffre Wikipédia, liés entre autres au manque de sources journalistiques généralistes requises pour étayer les articles de l'encyclopédie, ; il a aussi permis de souligner les actions mises en place pour pallier ce problème, en mettant en valeur Women in Red dans la partie anglophone de Wikipédia, et les Sans pagEs dans sa partie francophone.

### Reconnaissance
Le 2 août 2021, Strickland est nommée membre de l'Académie pontificale des sciences par le pape François.
D'avril 2023 à avril 2024, l'Espace pour la vie (Montréal), avec l'artiste MissMe, rend hommage à Donna Strickland et six autres femmes scientifiques, Katherine Johnson, Mary Jackson, Lise Meitner, Vera Rubin, Jocelyn Bell et Emmy Noether, « restées inconnues trop longtemps » avec l'exposition nobELLES dans le Planétarium,,,.

## Distinctions
- 1998 : Bourse Sloan de recherche[15]
- 1999 : Prix d’excellence en recherche du premier ministre, gouvernement de l’Ontario[16],[17]
- 2000 : Bourse d’études Cottrell, de la Research Corporation (en)[18]
- 2008 : Fellow de l'Optical Society of America[16] (présidente en 2013)
- 2018 : prix Nobel de physique[5]
- 2018 : 100 Women[19]
- 2019 :  Compagnon de l'Ordre du Canada Elle est promue Compagnon le 28 décembre 2019[20]

## Émission
- [(fr) Cherchez la femme ! (30/30) Donna Strickland - Le monde 2.0 sur Arte (page consultée le 27 janvier 2023)], série en stop motion de Julie Gavras (2021), Arte, durée 0 h 4.